# Anticlinal
Ne doit pas être confondu avec Synclinal ou Antiforme.
Pour un article plus général, voir Pli (géologie).

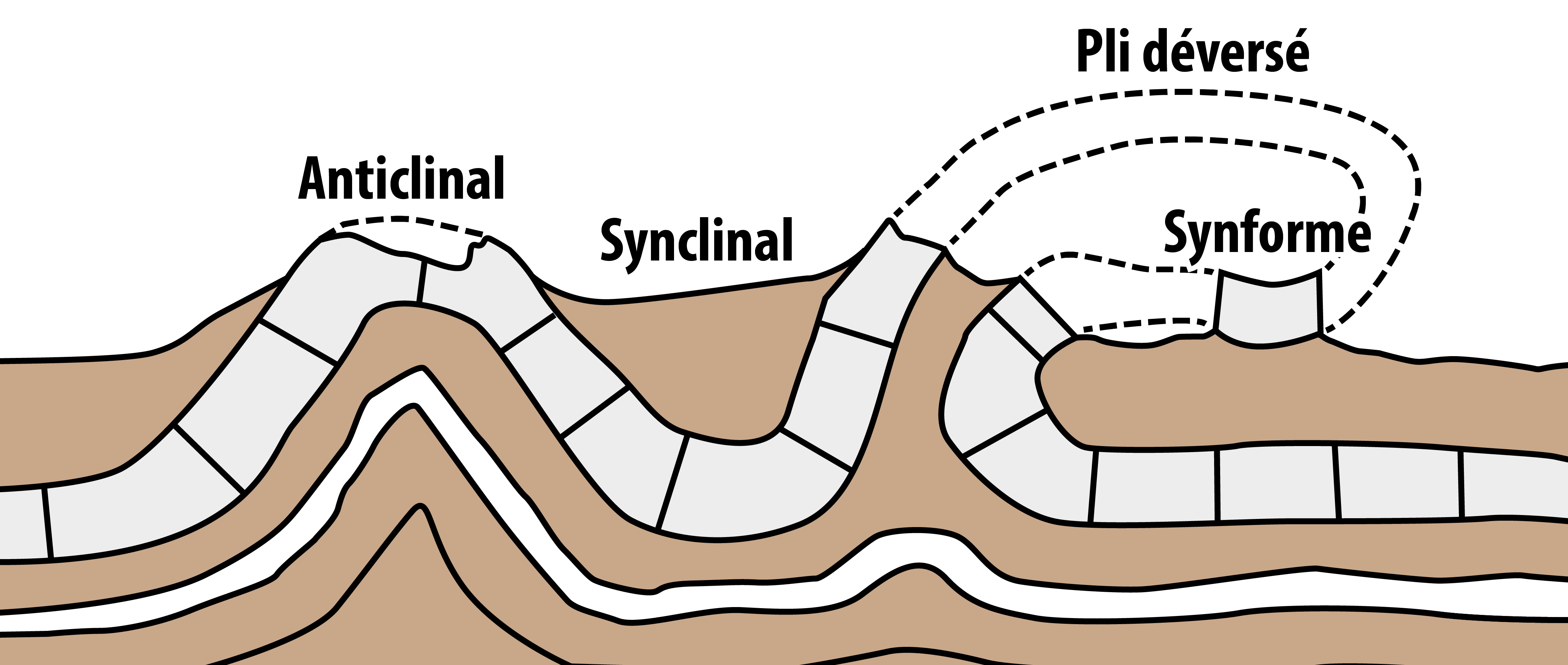
Figure 1 : Schéma indiquant les principaux types de plis géologiques.

Un anticlinal est une structure géologique consistant en un pli convexe dont le cœur est occupé par les couches géologiques les plus anciennes. Cela signifie que le terme « anticlinal » prend en considération une notion stratigraphique, donc chronologique et pas géométrique. Un anticlinal peut donc dans de rares cas avoir une charnière de pli vers le bas (synforme).

## Formation

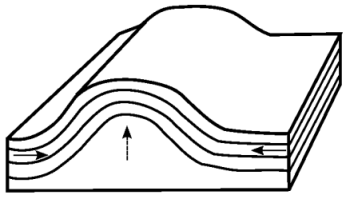
Figure 2 : diagramme expliquant la formation d'un anticlinal.

Les anticlinaux se développent généralement au-dessus de décrochements de failles en domaine convergent ou compressif. Des compressions ou mouvements interne à la croûte terrestre peuvent avoir des effets importants sur la couche supérieure et engendrer la formation de plis et de reliefs. Plus le rejet de la faille sous-jacente est élevé, plus la déformation des couches superficielles sera importante. Les contraintes générées pendant les épisodes d'orogénèse ou au cours d'autres processus tectoniques peuvent également déformer ou courber les strates sédimentaires.
La forme du plissement généré dépend des propriétés rhéologiques et de la cohésion des différents types de roche au sein de chaque couche.
Dans de rares cas, ils peuvent se former dans un contexte de tectonique d'extension généralement sous la forme d'anticlinal de rebroussement.

## Cas particuliers

### Anticlinal antiforme

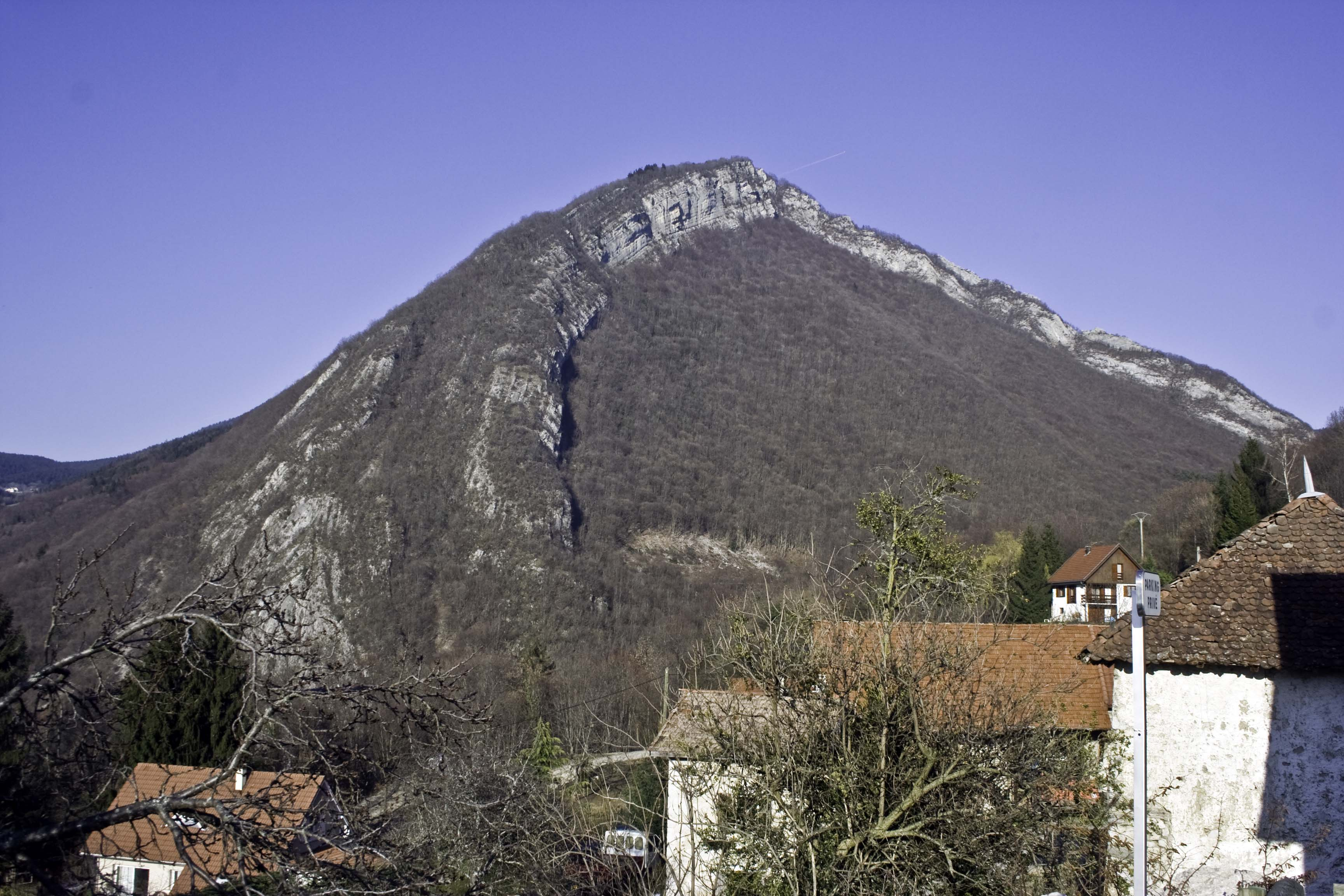
Terminaison périclinale d'un pli anticlinal, l'Écoutoux, en Chartreuse (France).

Dans les cas simples, un anticlinal est un antiforme au cœur duquel se trouvent les couches les plus anciennes. Cette situation est la plus courante.

### Anticlinal synforme
Dans le cas d'un pli déversé, les couches les plus jeunes peuvent apparaître au cœur d'un synforme : les strates les plus anciennes sont toujours au cœur de la structure mais la forme générale est celle d'un synclinal (voir « synforme » sur la figure 1).

### Anticlinorium

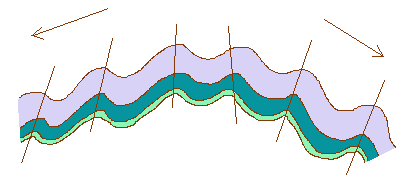
Figure 3 : anticlinorium.

L'anticlinorium est un terme de géologie servant à désigner une succession de plis de plusieurs kilomètres dont l'aspect général forme un anticlinal (figure 3).

## Géologie pétrolière

Figure 4 : piège structural dans un anticlinal.

La majorité des pièges structuraux (zones d'accumulation d'hydrocarbures dans les systèmes pétroliers) sont situés dans des anticlinaux (figure 4). Environ 80 % des découvertes d'hydrocarbures dans le monde sont issues du forage d'anticlinaux.

## Galerie

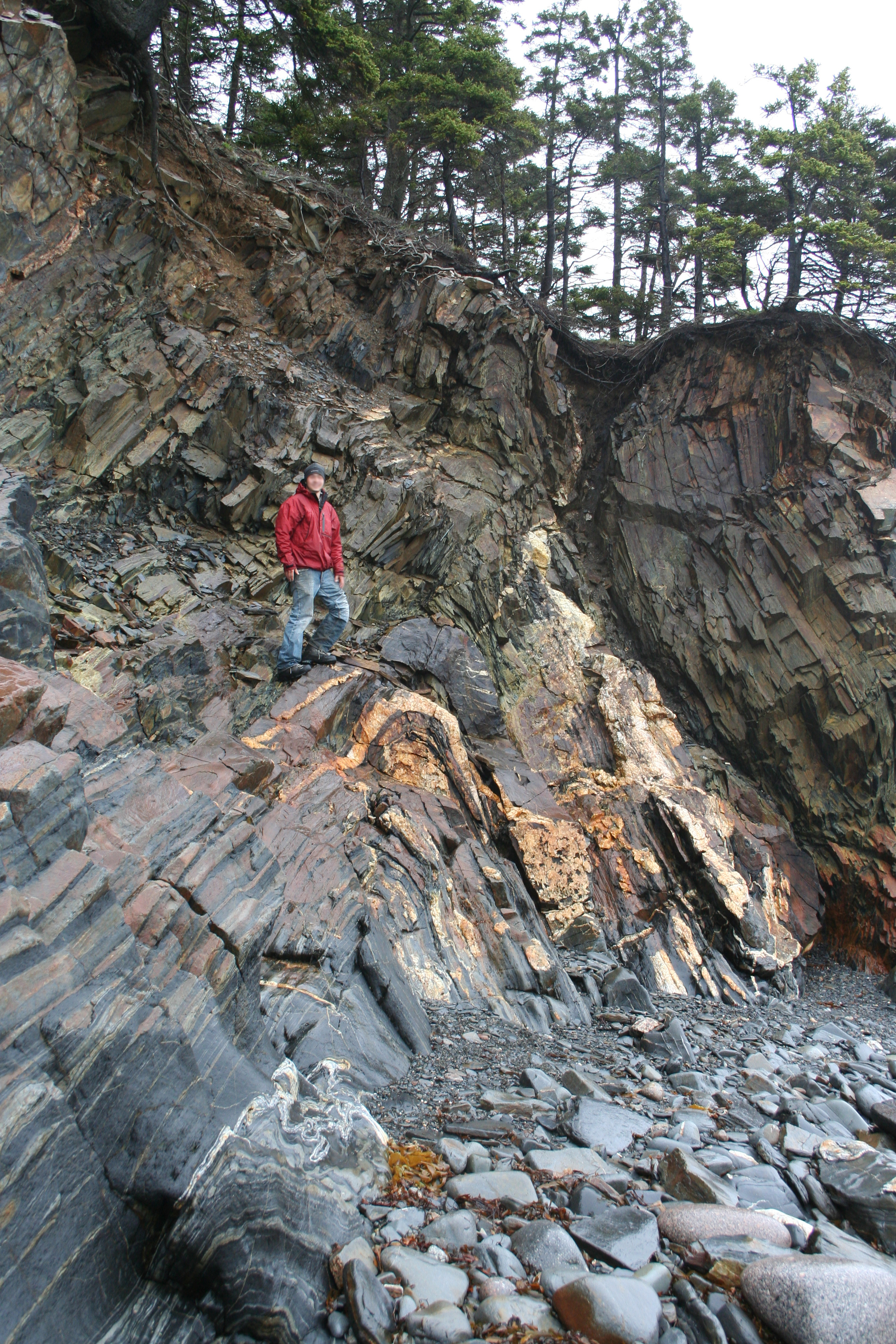
Anticlinal dans la Halifax fm. (Nouvelle-Écosse, Canada)
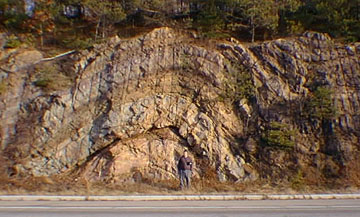
Anticlinal dans un gneiss Précambrien (Butler, New Jersey)
Schéma d'un anticlinal
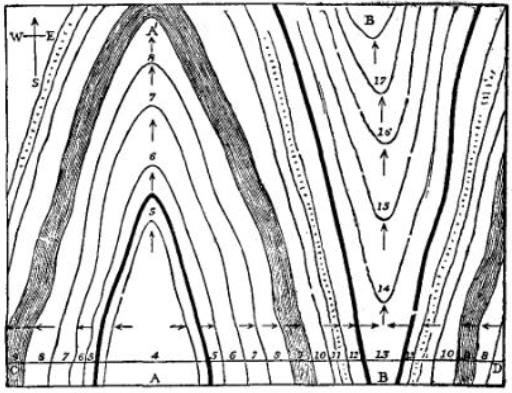
Dessin d'un anticlinal et d'un synclinal